# Berkentandvlinder
De berkentandvlinder (Odontosia carmelita) is een nachtvlinder uit de familie van de tandvlinders (Notodontidae).

## Beschrijving
De berkentandvlinder heeft een voorvleugellengte van 18 tot 21 millimeter. De vleugels zijn blauwgrijgrijs overlopend naar roodbruin aan de voorrand. Over de vleugel lopen twee dwarslijnen. Aan de voorrand van de vleugel ligt bij de buitenste dwarslijn een duidelijke kommavormige crèmekleurige vlek, bij de binnenste dwarslijn een onduidelijk vlekje.

## Rups en pop
De berkentandvlinder gebruikt berk en els als waardplanten. De rups is te vinden van mei tot juli. De soort overwintert als pop

## Voorkomen
De berkentandvlinder komt verspreid over een groot deel van het Europa voor, en ook in het Aziatische deel van Rusland en in Mongolië. De habitat is bos.

### Voorkomen in Nederland en België
De berkentandvlinder is in Nederland en België een zeer zeldzame soort, vooral in het zuiden van België en het noorden en oosten van Nederland. Hij vliegt van halverwege april tot en met mei in één jaarlijkse generatie.